# Worrorra
La nation Worrorra est un peuple aborigène d’Australie originaire de la région de Kimberley située au nord de l’Australie-Occidentale.

## Langue
La langue worrorra (en) est maintenant considéré comme étant au bord de l'extinction. Elle disposerait de 444 formes du verbe « être ». Disposant d’un riche répertoire de signes gestuels, comme beaucoup de tribus voisines, les Worrororras distinguent ainsi un grand nombre d'espèces de la faune, précisant même jusqu’au sexe de l'animal.
En 2016, neuf personnes déclarent parler le worrorra à la maison.

## Territoire
Les Worrorras étaient un peuple côtier. Ils décomposaient l’année en trois saisons : aajaajirri, la mousson de mi-décembre à avril, mawingki, en juin–juillet, avec un léger refroidissement nocturne de la température, et enfin mirringunu, les mois torrides d'octobre à mi-décembre.

## Première rencontre avec les Occidentaux
Dès 1838, l'explorateur George Grey avait décrit trois peintures rupestres dans le territoire Worrorra.
Un contact régulier fut établi avec les colons occidentaux à partir de 1912. La population était estimée à près de 300 individus ayant pour langue maternelle le worrora et le triple en incluant ceux la pratiquant comme seconde langue.

## Histoire moderne
Les Worrorra abandonnèrent leur territoire traditionnel en 1956 pour s'installer dans les environs de Derby. Ce déplacement de la population a mis en danger leur culture par la proximité quotidienne avec des locuteurs ungarinyin et wunambal puis, plus tard, du créole australien.

## Personnalités
Daisy Utemorrah (1922-1993) était une poétesse et écrivaine, parlant couramment les langues wunambal, ngarinyin et worrorra. Elle a acquis une renommée internationale avec ses livres racontant les histoires traditionnelles de son peuple,.